# Water for Ukraine
Water for Ukraine (Water for Ukraine e.V., landläufig auch Water4Ukraine) ist eine humanitäre Hilfsorganisation, die sich auf die Unterstützung ukrainischer Wasserwerke in den vom Krieg betroffenen Gebiete der Ukraine konzentriert. Der anhaltende Ukraine-Konflikt, der am 24. Februar 2022 mit dem russischen Überfall auf die gesamte Ukraine eskalierte, hat zu enormen Zerstörungen in der Infrastruktur geführt, wovon auch das Wasserversorgungssystem in vielen Regionen des Landes betroffen ist. Die Zerstörung von Wasserwerken, Pipelines und Aufbereitungsanlagen hat dazu geführt, dass Millionen von Menschen in den vom Krieg betroffenen Gebieten keinen Zugang zu sicherem und sauberem Trinkwasser haben.

## Spenden

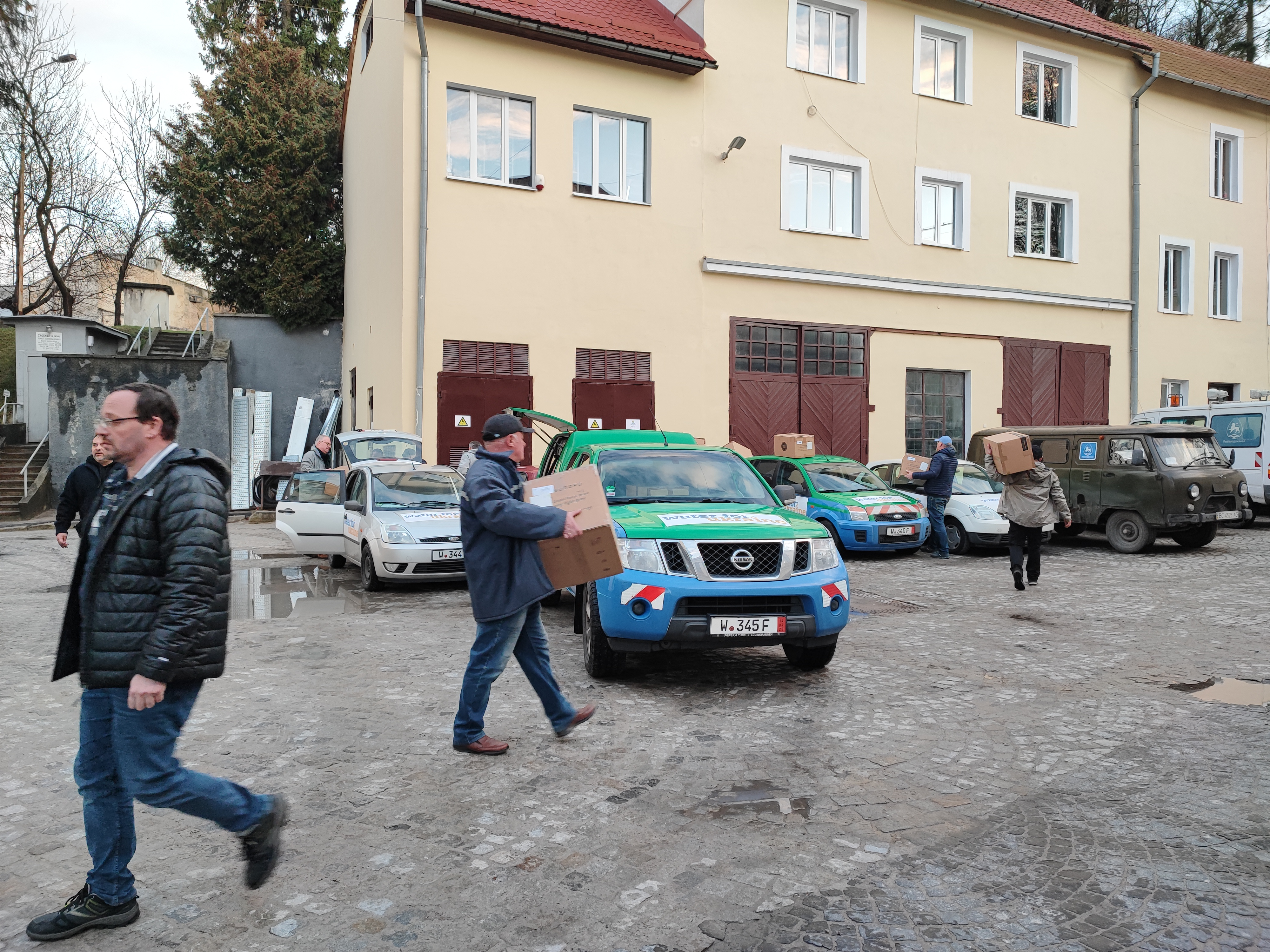
Ankunft eines Konvois bei den Wasserwerken Lwiw

Water for Ukraine sammelt dringend benötigtes Material wie Fahrzeuge, Notstromaggregate, Pumpen, technische Hilfsgüter und koordiniert den Transport in die Ukraine. In der Kooperation arbeiten über 40 kommunale Partner, Städte, Kreise sowie kommunale Energie-Dienstleister. Sachspenden kommen naturgemäß vorrangig von Unternehmen aus den einschlägigen Branchen, von Vereinen und auch Privatpersonen. Neben Fahrzeugen und Gütern der Wasser- und Energieversorgung gehören auch Feuerwehrfahrzeuge, Omnibusse, medizinisches Gerät und weiteres Hilfsgut zum Spendenumfang. Geldspenden werden über ein öffentliches Hilfskonto eingesammelt, mit denen Hilfskonvois finanziert werden. Unterstützt wird die Initiative vom Verband kommunaler Unternehmen (VKU). Außerdem arbeitet Water for Ukraine mit der Staatskanzlei des Landes Nordrhein-Westfalen sowie dem NRW Wirtschaftsministerium zusammen, das die Initiative durch personelle Unterstützung der Landeswirtschaftsförderungsgesellschaft NRW.Global.Business ideell unterstützt.

## Hilfskonvois
Fahrzeug- und Sachspenden werden seit 05/2022 direkt in die Ukraine geliefert, in Hilfskonvois in die Ukraine geliefert und über freiwillige Helfer sowie ehrenamtliche Vereinsmitglieder organisiert und durchgeführt. Bis Ende 2024 wurden in 18 Konvois mehr als 60 Nutz- oder Sonderfahrzeuge und Pkw mit je nach akutem Bedarf unterschiedlichsten Hilfsgütern geliefert. Dabei haben mehr als 100 freiwillige Fahrer und hunderte Helfer in kommunalen Verkehrsbetrieben, Stadtwerken, aber auch Privatunternehmen die Konvois ehrenamtlich unterstützt.

## Spender
Zu den Großspendern zählt neben den Mitgliedsunternehmen Civitas Connect unter anderem die WSW Wuppertaler Stadtwerke, die AWG Wuppertal, Stadtwerke Krefeld (SWK), Gelsenwasser sowie E.ON, Rhenag Rheinische Energie, Osterholzer Stadtwerke, Hamburger Energiewerke. Zu den regelmäßigen Unterstützern gehören auch Knipex, das Energieberatungsunternehmen BET aus Aachen, Coroplast und die Sparkasse Wuppertal.

## Empfänger

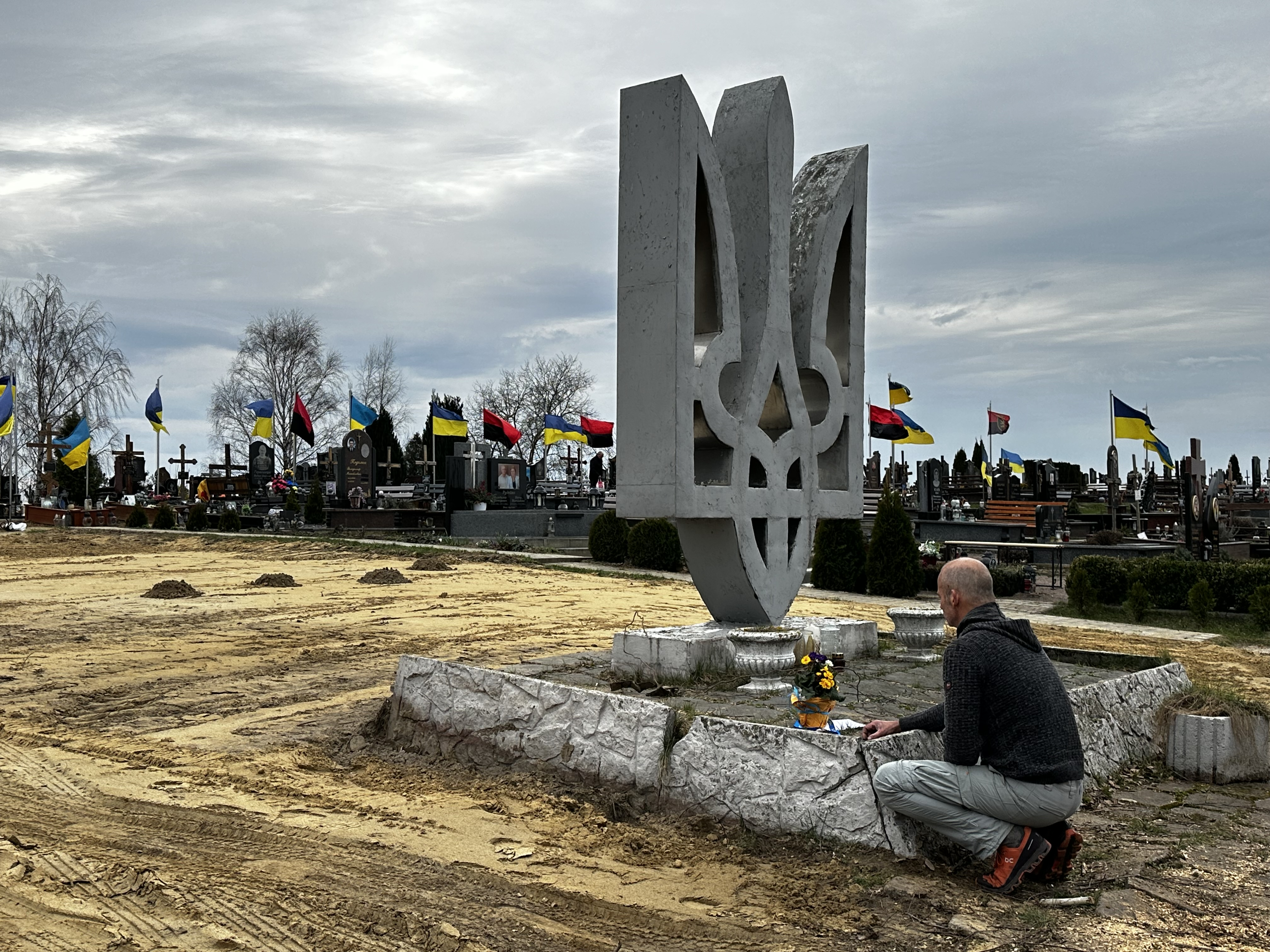
Water for Ukraine gedenkt den Opfern des Krieges

Ansprechpartner und Koordinator vor Ort sind die Wasserwerke Lvivvodokanal, Lwiw (Lemberg), um die Wasserversorgung in den am schwersten beschädigten Bereichen in der Ukraine wieder aufzubauen und die Hilfsgüter an ihre bestimmten Empfänger zu verteilen. Freiwillige und Mitglieder des Vereins fahren mittlerweile die Spendenfahrzeuge und Hilfsgüter teilweise weiter als Lwiw bis an ihre Bestimmungsorte, z. B. Charkiw und Dnipro. Bis heute wurden 30 Wasserwerke beliefert, darunter Wasserwerke in Balaklija, Cherson, Dnipro, Irpin, Isjum, Cherson, Kramatorsk, Mykolajiw, Sumy, Saporischschja.

## Der Verein
Water for Ukraine wurde von den WSW Wuppertaler Stadtwerken, Civitas Connect (Kooperationsplattform), der Landeswirtschaftsförderungsgesellschaft NRW.Global.Business und den Wasserwerken Lvivvodokanal in Lwiw (Lemberg) initiiert. Seit Mai 2023 ist Water for Ukraine ein gemeinnütziger Verein. Water for Ukraine wird ökumenisch unterstützt von der jüdischen Kultusgemeinde Wuppertal, der islamischen Gemeinde Wuppertal, dem Stadtdekanat Wuppertal der katholischen Kirche und dem evangelischen Kirchenkreis Wuppertal. Es wurden unter anderem die bisherige Arbeit präsentiert, die Satzung beraten, verabschiedet und der Vorstand sowie die Kassenprüfer gewählt.
Vorstandsvorsitzender von Water for Ukraine ist Elmar Thyen (Stand Jan. 2025; Wahl Jahreshauptversammlung 18. Dezember 2024). Der Verein ist in Wuppertal beheimatet.

## Bekannte Mitglieder (Auswahl)
- Maryna Schiefer, Nils Thal, Dietmar Bell, Josef Neumann, Conrad Tschersich (ehemaliger technischer Geschäftsführer der AWG Abfallwirtschaftsgesellschaft Wuppertal), Lothar Leuschen

## Medienpartner
Wirtschaftswoche, Westdeutsche Zeitung, Wuppertaler Rundschau. Über die Initiative wird regelmäßig im WDR, aber auch überregionalen Medien berichtet.